# Малокаменское сельское поселение
Малока́менское се́льское поселе́ние — сельское поселение в составе Каменского района Ростовской области России.
Административный центр поселения — хутор Малая Каменка.

## Административное устройство
В состав Малокаменского сельского поселения входят:
- хутор Малая Каменка;
- хутор Акатновка;
- хутор Поповка.

## Население
| 2010  | 2012  | 2013  | 2014  | 2015  | 2016  | 2017  |
| ----- | ----- | ----- | ----- | ----- | ----- | ----- |
| 2027  | ↘2017 | ↘1985 | ↘1949 | ↘1920 | ↘1882 | ↘1874 |
| 2018  | 2019  | 2020  | 2021  |       |       |       |
| ↘1866 | ↘1836 | ↘1811 | ↘1791 |       |       |       |